# Maxwell Davis
Thomas Maxwell Davis, Jr., né dans le Kansas à Independence le 14 janvier 1916 et mort en Californie à Torrance le 18 septembre 1970), est un saxophoniste de R&B, arrangeur, compositeur et producteur américain.

## Biographie
Il commence sa carrière comme saxophoniste de Fletcher Henderson à Los Angeles en 1937. Devenu, dans le milieu des années 1940, une personnalité du jazz de la côte ouest des États-Unis et un des arrangeurs de labels indépendants comme Aladdin Records, il travaille avec Jay McShann et Jimmy Witherspoon. Dès 1952, il joue avec de nombreux artistes comme  Percy Mayfield, Peppermint Harris, Clarence Gatemouth Brown, T-Bone Walker ou Amos Milburn parmi d'autres.
En 1955, il devient le directeur musical de Modern Records. Mike Stoller écrit sur lui : « He produced, in effect, all of the record sessions for Aladdin records, Modern records, all the local independent rhythm and blues companies in the early 1950s, late 1940s in Los Angeles ».
Maxwell Davis meurt le 18 septembre 1970 à Torrance, en Californie. Il est inhumé dans le Paradise Memorial Park de Santa Fe Springs.

## Discographie
Avec BB King
- Singin 'the Blues (Crown), 1956
- B.B. King Wails, 1960
- Easy Listening Blues, 1962
- Confessin' the Blues, 1965
- Lucille, 1968
- Back in the Alley, 1970

Avec The Cadet
- The Cadets Meet the Jacks, 1958

Avec Ron Holden
- Love You So, 1960

Avec Memphis Slim
- No Strain, 1960

Avec Dee Dee Sharp
- It's Mashed Potato Time, 1962

Avec Jimmy Witherspoon
- Baby, Baby, Baby, 1963

Avec The Four Seasons
- Girls, Girls, Girls - We Love Girls, 1964

Avec The 3 Sounds
- Live at the Lighthouse, 1967